# GT Bicycles
GT Bicycles — один из крупнейших производителей горных, шоссейных, дорожных и детских велосипедов, а также BMX в США. Фирма GT была основана в Южной Калифорнии в 1972 году.

## История
Компания GT Bicycles была основана сварщиком Гэри Тёрнером (англ. Gary Turner) в 1972 году, когда он сделал для своего сына, увлекавшегося мотокроссом, первый BMX с лёгкой хромомолибденовой рамой, превосходившей по своим техническим характеристикам и соотношению прочность/вес стальные велосипеды фирм-конкурентов. Постепенно BMX стал набирать популярность как отдельный вид спорта, и в 1974 году на рамы GT обратил внимание владелец велосипедного магазина в Orange County (Южная Калифорния) Ричард Лонг (Richard Long). А в 1975 году Гэри Тёрнер и Ричард Лонг объединили свои усилия и велосипеды GT поступили в официальную продажу.
С середины 70-х до середины 90-х годов GT считалась лучшим в мире производителем BMX велосипедов. В 1988 году компания начала производство горных велосипедов и довольно быстро сумела выбиться в лидеры рынка. В 1998 году GT Bicycles слилась с другим производителем велосипедов — компанией Schwinn, но в 2001 году конгломерат обанкротился и был куплен компанией Pacific Cycle. Эта компания, в свою очередь, в 2004 году была поглощена канадской компанией Dorel Industries (которая в настоящий момент владеет известными велосипедными брендами Cannondale, Schwinn, Mongoose).

## Технологии

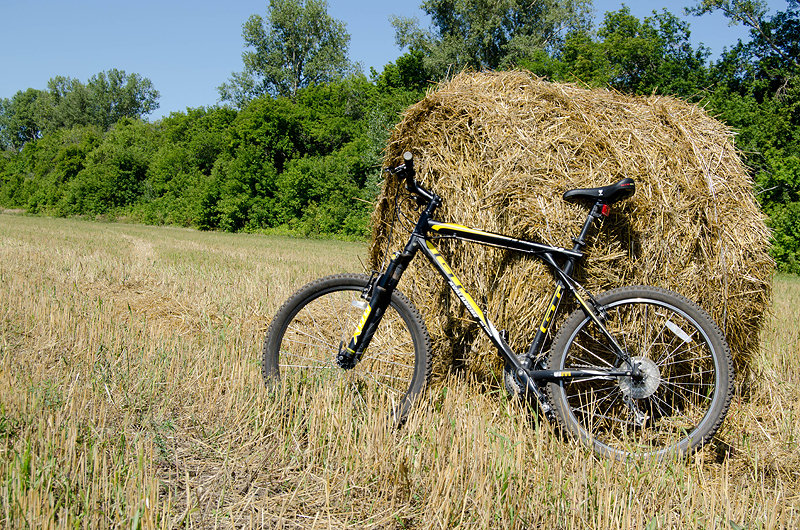
GT Avalanche 1.0 модель 2008 года.

Велосипеды-хардтейлы, выпускаемые под торговой маркой GT, отличаются характерной геометрией рамы, выполненной по фирменной технологии тройного треугольника. Верхние перья заднего треугольника продлены и приварены к верхней трубе переднего треугольника (впереди подседельной трубы) и к самой подседельной трубе (ниже верхней трубы). При этом подседельная труба проходит через отверстие в верхней трубе. Такая конструкция значительно повышает торсионную жёсткость рамы велосипеда.
Ещё одно нововведение GT, относящееся к двухподвесам — фирменная однорычажная задняя подвеска Independent Drive train (I-Drive), в которой кареточный узел вынесен за пределы переднего и заднего треугольников и эффективно изолирован от них. Эта особенность крайне важна, ведь если бы кареточный узел крепился на переднем треугольнике, то при перемещении заднего треугольника при работе подвески расстояние между кареткой (системой) и задней втулкой (кассетой) менялось; следовательно, изменялось бы натяжение цепи, что приводило к повышенному износу зубчатых колёс и дополнительному усилию на педалях. С другой стороны, если бы кареточный узел крепился на заднем треугольнике, то при работе задней подвески он перемещался бы вместе с задним треугольником и натяжение цепи оставалось постоянным, но при этом изменялось бы расстояние от седла до педалей, вследствие чего происходило падение КПД велосипедиста, которое приводило бы так же, как и в первом случае, к его большей утомляемости. Благодаря задней подвеске I-Drive, где каретка двигается отдельно от переднего и заднего треугольников, двухподвесы GT избавлены от классических для данного класса велосипедов «болезней». При этом I-Drive использует теоретические (виртуальные) точки вращения системы рычагов таким образом, что её принцип идентичен принципу работы четырёхрычажной подвески, при работе которой кассета перемещается не по дуге (как при наличии одного шарнира), а практически по прямой. I-Drive имеет все преимущества четырёхрычажной подвески, но не имеет её характерных недостатков — высокого веса конструкции и большей вероятности поломки вследствие большего количества шарниров.

## Модельный ряд горных велосипедов и BMX
Хардтейлы с геометрией рамы triple triangle
- Arrowhead
- Aggressor
- Avalanche
- Transeo
- Karakoram
- Timberline

Хардтейлы с гоночной геометрией рамы Race XC
Для кросс-кантри:
- Zaskar

Хардтейлы с универсальной геометрией рамы Recreational XC
Для олл-маунтин:
- Avalanche
- Karakoram

Хардтейлы с прыжковой геометрией рамы Dirt Jump
Для фрирайда и дёрт-джампинга:
- Ruckus

Для стрита, дёрта и трейла:
- Chucker

Двухподвесы длинноходные Freeride/DH (8.3)
Для даунхилла:
- Fury

Двухподвесы среднеходные All Mountain (6)
Для олл-маунтин
- Force

Двухподвесы короткоходные Marathon и Trail (4" и 4.7")
Для кросс-кантри:
- Marathon
- Helion

Для трейла:
- Sensor

Bmx (20+")
- BMX GT
- BMX AIR
- BMX CONWAY TEAMAIR
- BMX DINO PRO
- BMX FUELER